# غمار طوروسي
غمار طوروسي (الاسم العلمي: Gammarus tauricus) هو نوع من المفصليات يتبع جنس الغمار من الفصيلة الغمارية. سمي هذا النوع نسبةً إلى جبال طوروس.